# Clarence Goodson
Clarence Edgar Goodson IV (født 17. maj 1982 i Alexandria, Virginia) er en amerikansk fodboldspiller. Han har gennem karrieren spillet for blandt andet Brøndby IF, IK Start og San Jose Earthquakes.

## Landshold
Goodson har (pr. april 2018) spillet 46 kampe og scoret 5 mål for USA's landshold. Han fik sin debut den 19. januar 2008 i en kamp imod Sverige.

## Eksterne links
- Clarence Goodsons spillerprofil hos FIFA (engelsk)
- Clarence Goodsons spillerprofil hos Major League Soccer (engelsk)
- Clarence Goodsons spillerprofil på Transfermarkt (engelsk)
- Clarence Goodsons spillerprofil på national-football-teams.com (engelsk)
- Clarence Goodsons profil på WorldFootball.net (engelsk)
- Clarence Goodsons spillerprofil på Soccerbase.com (engelsk)
- Clarence Goodsons profil hos FootballDatabase.eu (engelsk)
- Clarence Goodsons spillerprofil på Soccerway (engelsk)
- Clarence Goodsons profil hos as.com (spansk)

- Wikimedia Commons har flere filer relateret til Clarence Goodson